# Phalacronotus apogon
Phalacronotus apogon är en fiskart som först beskrevs av Bleeker, 1851.  Phalacronotus apogon ingår i släktet Phalacronotus och familjen malfiskar. IUCN kategoriserar arten globalt som livskraftig. Inga underarter finns listade i Catalogue of Life.